# Kanton Cergy-Nord
Der Kanton Cergy-Nord war von 1976 bis 2015 ein französischer Wahlkreis im Arrondissement Pontoise, im Département Val-d’Oise und in der Region Île-de-France; sein Hauptort war Cergy.

## Gemeinden
Der Kanton bestand aus drei Gemeinden und einem Teil der Stadt Cergy. Die nachfolgende Einwohnerzahl sind jeweils die gesamten Einwohnerzahlen. Im Kanton lebten etwa 41.400 Einwohner von Cergy.
| Gemeinde          | Einwohner Jahr | Fläche km² | Bevölkerungsdichte | Postleitzahl | Code INSEE |
| ----------------- | -------------- | ---------- | ------------------ | ------------ | ---------- |
| Boissy-l’Aillerie | 1822 (2013)    | –          | – Einw./km²        | 95650        | 95078      |
| Cergy             | 61708 (2013)   | –          | – Einw./km²        | 95000        | 95127      |
| Osny              | 16441 (2013)   | –          | – Einw./km²        | 95520        | 95476      |
| Puiseux-Pontoise  | 406 (2013)     | –          | – Einw./km²        | 95650        | 95510      |

## Bevölkerungsentwicklung
| 1990   | 1999   | 2006   | 2011   |
| ------ | ------ | ------ | ------ |
| 47.099 | 53.779 | 59.176 | 60.102 |